# Metro van Rome

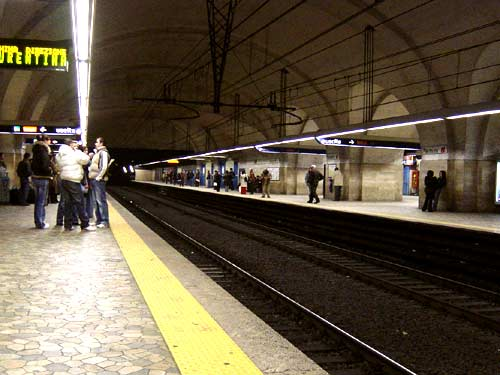
Het perron van lijn B richting Laurentina op Stazione Termini

De metro van Rome (Italiaans: Metropolitana di Roma) bestaat uit drie lijnen, A, B en C, die samen met drie regiospoorlijnen geëxploiteerd worden door Agenzia per i Trasporti Autoferrotranviari del Comune di Roma SpA (ATAC).
Via de lijnen A en B zijn vele bezienswaardigheden in Rome bereikbaar. Het is tevens de snelste manier om van de ene kant naar de andere kant van de stad te reizen. Het enige kruispunt van deze beide lijnen is Stazione Termini. De metrostations zijn herkenbaar aan een vierkant, rood bord met een witte 'M'. Lijn C is nog voor een gedeelte in aanbouw en zal in de toekomst het historische centrum doorkruisen. Op 12 mei 2018 werd de lijn verbonden met lijn lijn A bij station San Giovanni. In de loop van de jaren twintig van de 21e eeuw zal de lijn verder worden doorgetrokken tot een nieuwe terminus Fori Imperiali, in de directe omgeving van het metrostation Colosseo bediend door lijn B. Het eerder gepland overstapstation werd niet weerhouden. Verdere verlenging naar Clodio Mazzini en Grottarossa liggen ter studie. De voorbereidingen voor een eventuele vierde lijn (D) zijn aangevat.

## Ontwikkeling
Ten opzichte van de metrosystemen in andere Europese hoofdsteden is drie lijnen niet veel. De trage aanleg van de metro heeft te maken met de archeologische rijkdom in de bodem van Rome. Steeds wanneer men tijdens de werkzaamheden een archeologisch interessante plek tegenkomt moet de aanleg worden stilgelegd. De Italiaanse filmregisseur Fellini verbeeldde een archeologische vondst tijdens de aanleg van de metrolijn B in zijn film Roma (1972). Het gebrek aan metrolijnen is een van de oorzaken dat Rome verkeerstechnisch gezien een ramp is met auto's die straten verstoppen. Fietsen wordt sinds de jaren zestig zelden meer gedaan. Men hoopt nu de verkeersdrukte terug te dringen door in de eerste twee decennia van de eenentwintigste eeuw het netwerk van de metro uit te breiden.

## Historie
In 1942 zou de wereldtentoonstelling E42 gehouden worden in Rome. Om de bezoekers snel te vervoeren besloot de Italiaanse regering een metrolijn te bouwen van Stazione Termini naar de geplande expositieterreinen in het zuiden van de stad. In 1938 werd begonnen met de bouw. Door de politieke situatie en de daaropvolgende Tweede Wereldoorlog kwam er van de expositie en de metro niets terecht. De werken werden uitgesteld en pas op 10 februari 1955 werd metrolijn B geopend tussen het Centraal Station en Laurentina, in het voorziene expositieterrein EUR (EUR = Esposizione Universale di Roma). Deze metro werd tussen station Piramide en station EUR Magliana naast de bestaande spoorlijn Rome – Lido aangelegd, die begon in het kopstation Porta S. Paolo. Sommige spitstreinen van deze voorstadslijn werden via de metro doorgetrokken naar Stazione Termini.

## Materieel
De metro van Rome wordt gereden met normaalsporige treinstellen. Er wordt gereden met 3 typen treinstellen, alle van 6 rijtuigen. De voeding geschiedt met een bovenleiding, met een spanning van 1500V.

### Lijn A

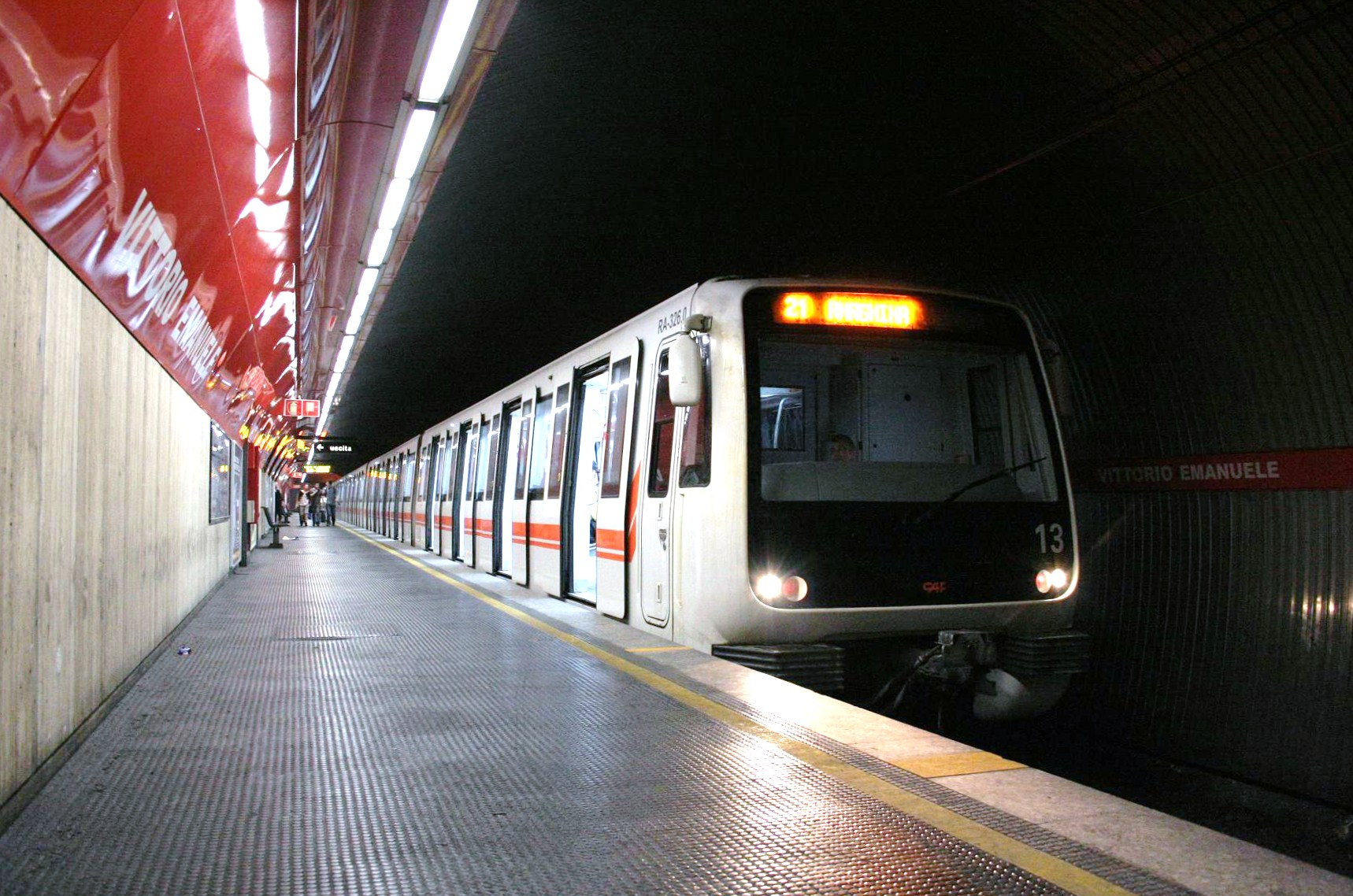
Een modern treinstel uit 2004 op lijn A. Deze treinen zien er aanmerkelijk beter uit dan de treinen op lijn B, ook van binnen.

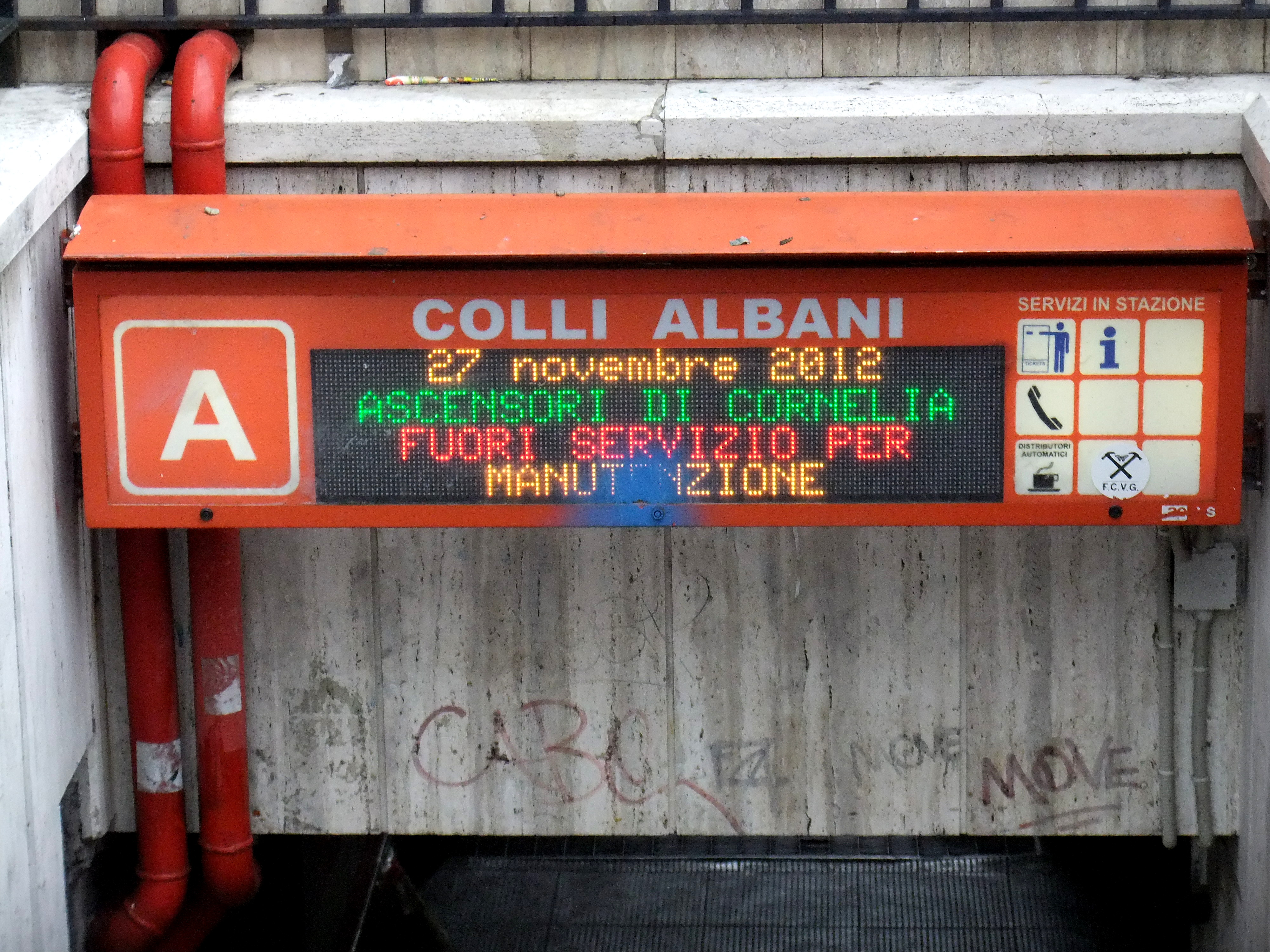
De ingang van station Colli Albani in 2012 op lijn A.

De lijn ligt vrijwel geheel ondergronds, alleen tussen de stations Flaminio en Lepanto wordt bovengronds de Tiber gekruist. Een aantal stations ligt erg diep waarbij meerdere trappen en roltrappen moeten worden genomen om het perron te bereiken terwijl een aantal stations vlak onder de straat ligt en met maar één of twee trappen het perron kan worden bereikt.
Lijn A wordt voor het grootste gedeelte gereden met treinstellen uit 2004 van de Spaanse fabrikant CAF. Deze zien er aanmerkelijk beter uit en zijn moderner ingericht dan de treinstellen van Lijn B. De rijtuigen hebben een oranje interieur met uitsluitend langsbanken. Er hangen tv-schermen met reclame en de haltes en kant van het perron worden afgeroepen (bijvoorbeeld Prossima fermata: Barberini- Fontana di Trevi, uscita lato destro). Ook op een display is te zien aan welke kant het perron zich bevindt. Om graffiti te voorkomen zijn een aantal stellen beplakt met kunst.

### Lijn B
De lijn ligt voor het grootste deel ondergronds, aan de oostzijde ligt alleen het traject naar het station Ponte Mammelo bovengronds terwijl aan de westzijde een langer traject bovengronds ligt vanaf station Euro Palasport waarbij ook de Tiber bovengronds wordt gepasseerd. Een aantal stations ligt erg diep waarbij meerdere trappen en roltrappen moeten worden genomen om het perron te bereiken terwijl een aantal stations vlak onder de straat ligt en met maar één of twee trappen het perron kan worden bereikt.
Een aantal metrostellen van Lijn B is gedeeltelijk of volledig ondergespoten met graffiti en wordt ook niet meer schoongemaakt, omdat het vervoerbedrijf dit de moeite niet meer waard vindt. De rijtuigen hebben een blauw interieur met uitsluitend langsbanken. Lijn B wordt gereden met gekoppelde motorrijtuigen met (Mc) en zonder cabine (M) uit 1988. Eén treinstel bestaat uit drie rijtuigen (Mc+M+M). Er kan dus alleen met treinen bestaande uit 6 rijtuigen gereden worden.
Tegenwoordig worden er vrijwel altijd CAF-treinstellen ingezet, hetzelfde type als op lijn A. Deze metro's zijn lichtblauw van kleur in plaats van oranje en hebben tevens een halteafroepinstallatie ingebouwd.

### Lijn C

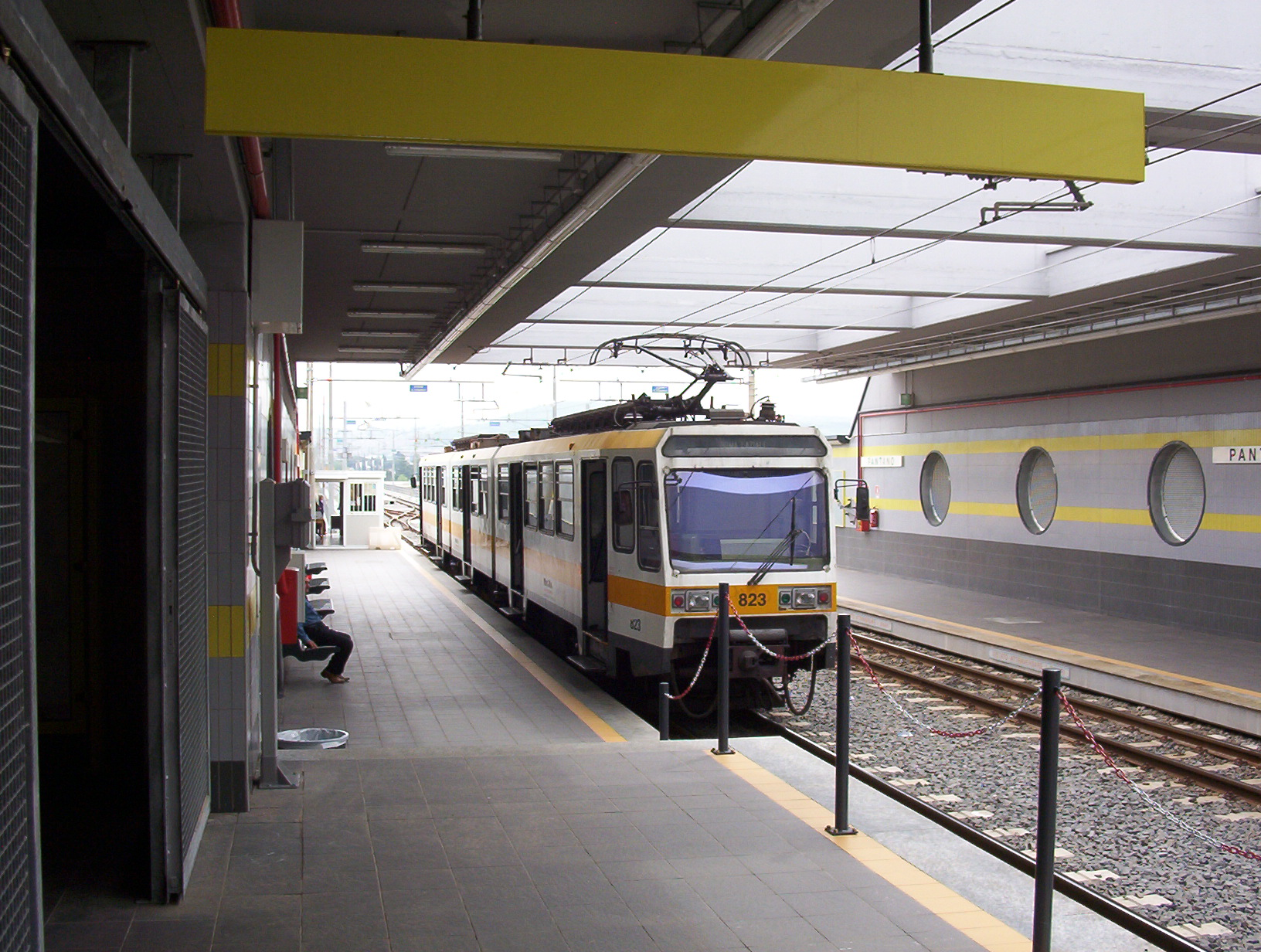
Het eindstation Pantano dat herbouwd werd voor metrolijn C met hier nog de smalspoorlijn.

Voor lijn C maakt men gebruik van treinen van Ansaldo Breda, hetzelfde type treinstellen dat ook op de Metro van Kopenhagen ingezet wordt. De metrotrein rijdt zonder bestuurder en de perrons zijn voorzien van glazen deuren, die pas opengaan als de trein ervoor stilstaat. Een heel veilig systeem, wat ook op lijn 1 van Parijs wordt gebruikt. Net als de lijnen A en B maakt men gebruik van bovenleiding maar dan wel in de vorm van een derde rail boven het spoor.

## Overzicht Metronetwerk Rome
| Lijn | Kleur  | Traject                  | Opening | Lengte | Stations |
| ---- | ------ | ------------------------ | ------- | ------ | -------- |
|      | Oranje | Anagnina ↔ Battistini    | 1980    | 19 km  | 27       |
|      | Blauw  | Laurentina ↔ Rebibbia    | 1955    | 19 km  | 22       |
|      | Blauw  | Laurentina ↔ Jonio       | 2012    | 18 km  | 19       |
|      | Groen  | Clodio Mazzini ↔ Pantano | 2014    | 35 km  | 32       |
|      | Geel   | Ojetti ↔ Agricoltura     | n.v.t.  | 22 km  | 23       |